# Hendrik Verschuring

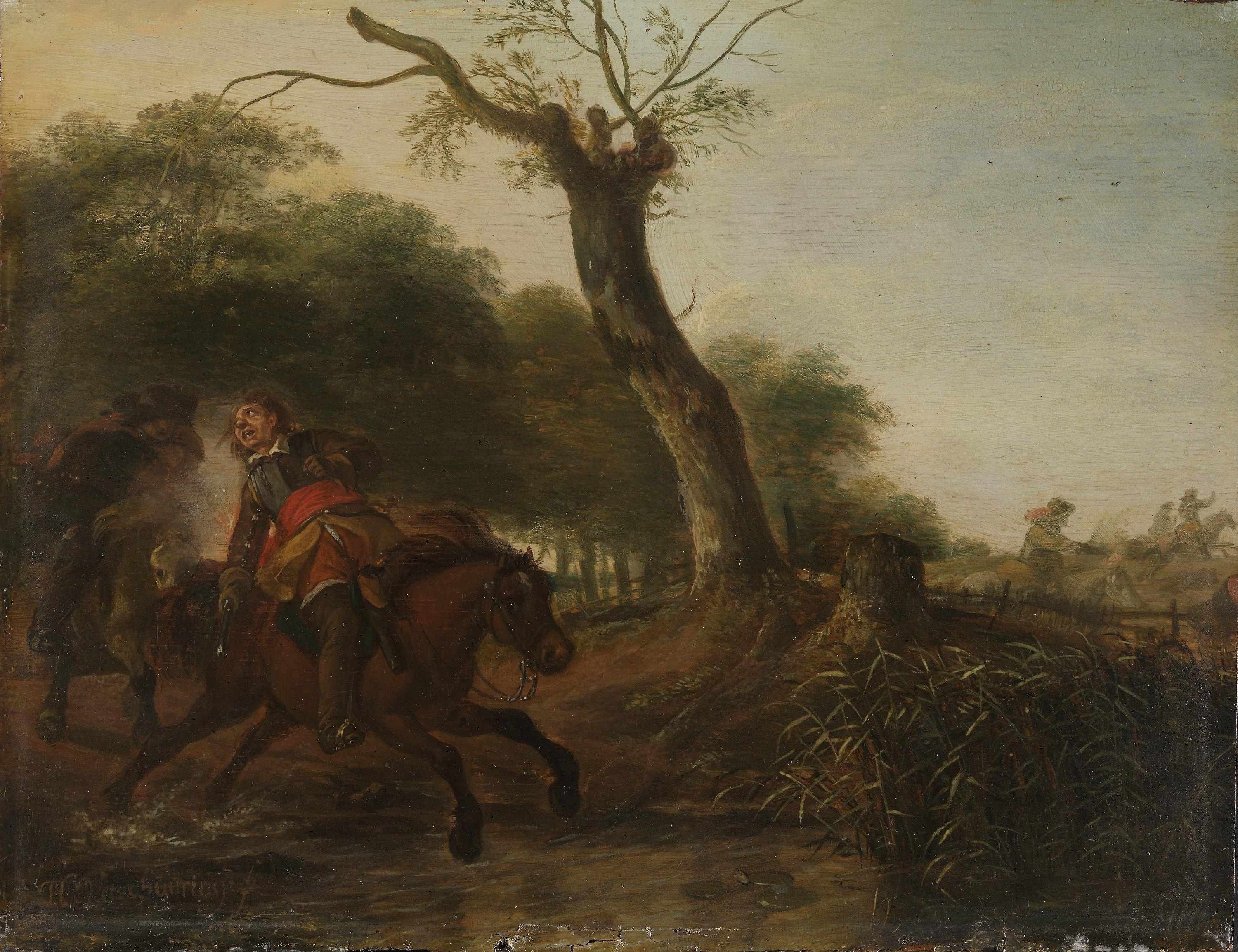
Kampf zwischen Reitern, Nationalmuseum Oslo

Hendrik Verschuring (* 1627 in Gorinchem, Gorkum; † 26. April 1690 vor Dordrecht) war ein holländischer Maler.

## Leben
Sein Vater war Infanterieoffizier. Die schwache Konstitution verhinderte, das auch Hendrik Verschuring Soldat wurde. Mit 13 Jahren wurde er Schüler des Porträtmalers Dirk (Theodor) Goverts und später des Landschaftsmalers Jan Both in Utrecht. Nach sechs Jahren Ausbildung ging er nach Rom, um an der Akademie weiter zu studieren. Er kehrte 1653 nach Gorinchem zurück, 1662 wurde er dort zum Bürgermeister gewählt.
Kritiker würdigten seine Landschaftsbilder, aber als seine Stärke galten Schlachtengemälde, insbesondere seine Darstellungen kämpfender Kavallerie. Der Krieg von 1672 – wo auch Gorinchem Schlachtfeld war – lieferte ihm viele Beispiele.
Zu seinen Schülern zählt der Maler Mattheus Wytmans.

## Familie
Sein Sohn Wilhelm (1657–1715) – Schüler seines Vaters und von Jan Verkolie – war zunächst auch Maler, war aber dann weiter als Kaufmann tätig.

### Werke
- Bilder von Verschuring in Louvre

- Kavallerieangriff, Öl auf Leinwand, 1657, Nationalgalerie
- Hundekarren, Museum Bredius
- Der Vorhof:Personen und Pferde am Stadttor, Öl auf Leinwand, Mercer Art Gallery
- Der Kampf um die Fahne, Öl auf Leinwand, Dorotheum,

| Personendaten    | Personendaten        |
| ---------------- | -------------------- |
| NAME             | Verschuring, Hendrik |
| KURZBESCHREIBUNG | holländischer Maler  |
| GEBURTSDATUM     | 1627                 |
| GEBURTSORT       | Gorinchem, Gorkum    |
| STERBEDATUM      | 26. April 1690       |
| STERBEORT        | Dordrecht            |